# Langues kainantu-gorokanes
Les langues kainantu-gorokanes sont une famille de langues papoues parlées en Papouasie-Nouvelle-Guinée, dans la province des hautes-terres orientales.

## Classification
Les langues kainantu-gorokanes sont rattachées à une famille hypothétique, les langues trans-Nouvelle Guinée.
Cet ensemble est formé de deux groupes de langues. Les langues kainantu, parlées dans la région du même nom, et les langues gorokanes, de la région de Goroka.

## Liste des langues
Selon Foley, les langues kainantu et gorokanes sont:
- Langues kainantu
  - gadsup, ontena
  - auyana
  - tairora (en), waffa, binumarien
  - awa
- Langues gorokanes
  - gende
  - siane
  - yabiyufa
  - gahuku-asaro
  - benabena
  - kamno-yagaria
  - fore
  - gimi